# Ngô Tiên Phong
Ngô Tiên Phong (giản thể: 吴先锋; phồn thể: 吳先鋒; bính âm: Wú Xiānfēng) sinh năm 1950 tại trấn Oanh Ca Hải, huyện Lạc Đông, tỉnh Hải Nam, Trung Quốc từng là ủy viên thường vụ Quốc hội Trung Quốc khóa 4 và 5.
Ngô Tiên Phong sinh ra trong một gia đình sinh sống dựa vào ngư nghiệp. Năm 18 tuổi, ông tham gia quân Giải phóng Nhân dân Trung Quốc và trở thành đảng viên Đảng Cộng sản Trung Quốc vào năm 1970. Năm 1971, ông xuất ngũ trở về địa phương tham gia lao động sản xuất. Đến năm 1972, ông trở thành dân binh với thời hạn phục vụ 2 năm, và sau đó được cử đến quần đảo Hoàng Sa để làm nhiệm vụ từ năm 1973. Năm 1974, ông tham gia Hải chiến Hoàng Sa 1974 và sau trận này ông được phong làm anh hùng và được tặng huân chương hạng nhất ("lập nhất đẳng công"). Về sau, ông nhận nhiệm vụ tại Cục cảng vụ Bát Sở, trở thành phó Bí thư Cục Cảng vụ Hải Khẩu rồi phó Bí thư Đoàn thanh niên tỉnh Quảng Đông. Ông từng là ủy viên thường vụ Quốc hội Trung Quốc khóa 4 và 5 và là đại biểu tham dự Đại hội đại biểu Nhân dân toàn quốc khóa 6.
Ngô Tiên Phong từng được đăng ảnh lên trang bìa của Giải phóng quân báo với hình ảnh thắt lưng đeo một khẩu súng tiểu liên, đầu đội chiếc mũ cỏ với ánh mắt hình ra xa, tay phải cầm một con ốc xà cừ. Năm 2007, ông phát hiện mình bị bênh bạch cầu, kể từ đó ông đã trải qua nhiều lần điều trị cho đến khi nghỉ hưu vào năm 2010. Do thiếu thốn về kinh phí chữa bệnh, ông phải cầu xin sự trợ giúp sự hảo tâm của mọi người tại quảng trường ô tô Ái Hoa của thành phố Hải Nam.